# Sevara Nazarkhan
Sevara Nazarkhan est une chanteuse et auteur-compositrice ouzbèke née le 31 décembre 1978 à Andijan, Ouzbékistan.

## Biographie
Née en 1978 à Andijan dans la vallée de Ferghana en Ouzbékistan, Sevara Nazarkhan grandit dans la province de Kachkadaria avec sa famille de musiciens. C'est en jouant du dotâr qu'elle commence sa carrière. En 2003, elle se fait remarquer avec son premier album Yol Bolsin, édité sous le label Real World et produit par le Français Hector Zazou. Par la suite, elle fait plusieurs tournées en Europe et en Asie. En 2004, elle reçoit le prix BBC Radio 3 Awards for World Music de la meilleure artiste asiatique. En 2007, elle sort l'album Sen dont elle est également auteur-compositrice. En 2011, elle participe au chant sur la chanson In Your Eyes de l'album New Blood de Peter Gabriel, sur l'édition Deluxe enregistrée live. Elle apparait donc sur l'album subséquent Live Blood de Peter Gabriel pour la même chanson. 

## Discographie
- 2003 : Yol Bolsin
- 2007 : Sen
- 2011 : Tortadur

## Collaboration
- 2011 : New Blood de Peter Gabriel sur la chanson In Your Eyes sur l'édition Deluxe.
- 2012 : Live Blood de Peter Gabriel, sur la chanson In Your Eyes.

### Articles de journaux
- (ru) « Севара «Так легко» », KM,‎ 15 avril 2012 (lire en ligne).
- (en) « Uzbek pop: Sevara Nazarkhan », Moscow News,‎ 14 mai 2010 (lire en ligne).